# حسن‌آباد (بخش مرکزی ششتمد)
حسن‌آباد روستایی در دهستان بیهق بخش مرکزی شهرستان ششتمد استان خراسان رضوی ایران است.

## جمعیت
بر پایه سرشماری عمومی نفوس و مسکن در سال ۱۳۹۵ جمعیت این روستا ۱۱۳ نفر (۵۱خانوار) بوده‌است.